# ジェームズ・ヴァン・フリート
ジェームズ・アルワード・ヴァン・フリート（英: James Alward Van Fleet、1892年3月19日 - 1992年9月23日）は、アメリカ合衆国の軍人。第二次世界大戦および朝鮮戦争中、アメリカ陸軍司令官を務めた。

## 経歴
ニュージャージー州コイテスビルにて生まれた。1915年にウェストポイント士官学校を卒業後、同時に歩兵将校となる。
第一次世界大戦時、アメリカ海外派兵軍としてジョン・パーシング司令官の下で大隊長として着任した。第二次世界大戦時には当初連隊長として着任。士官として飛びぬけて優秀な者として知られたが、当時の陸軍参謀総長ジョージ・マーシャルが彼をアルコール中毒と間違えたため、昇進はできなかった。アル中はよく似た名のボンフリートで彼は、酒は飲まなかった。そのため1944年6月のノルマンディー上陸作戦の際、同期のアイゼンハワーが連合軍最高司令官で大将、ブラッドレーが第12軍集団司令官、2期後輩のコリンズが第7軍団長であったのに対し、彼はユタビーチ上陸の第1波である第4師団第8連隊長で大佐であった。迅速に空挺部隊と連携する等、その戦術手腕が認められ、かつ誤解が解けたため異例の昇進を重ねる。3ヶ月ごとに昇進し、第2次世界大戦終戦時はジョージ・パットン司令官のもとで、中将、第3軍団長であった。
1946年ヴァン・フリートはギリシャ軍事援助団長となって、軍を再建し、共産主義者の暴動を沈静化させた。
1951年には朝鮮戦争における国連軍とアメリカ第八軍の司令官マシュー・リッジウェイの後任司令官となる。数において勝る共産党軍に対抗するため、彼はリッジウェイが務めた第8軍の軍事行動の増強を続けた。また、士官教育や軍士官学校の設立など韓国軍の精鋭化にも努め「韓国軍の父」とも呼ばれている。1953年3月31日陸軍を退役。なお1952年4月、朝鮮戦争において空軍将校であった一人息子を失っている。朝鮮戦争中に大将に昇進したがアメリカ陸軍指揮幕僚大学に行かず、ワシントン勤務も無いのに大将まで昇進した例は戦後でも珍しかった。
1954年、ウェストポイント士官学校での同期生であると同時に、当時の大統領でもあるドワイト・D・アイゼンハワーの特使として韓国・日本・台湾・フィリピンなどを訪問し、中国・共産主義勢力に対する韓国を中心とした竹島問題を含む動向、懸案をまとめたヴァン・フリート特命報告書を作成した（1986年機密解除）。
1992年、フロリダ州ポークシティにて100歳を迎えた数ヶ月後に死去。後にアーリントン国立墓地に埋葬された。

## その他
アメリカの将軍で100歳を迎えた人物は彼以外だと、11代目アメリカ陸軍参謀総長のジョン・L・ハインズである。

## 叙勲
- ：柏葉二枚付殊勲十字章
- ：柏葉三枚付陸軍殊勲章（英語版）
- ：柏葉三枚付銀星章
- ：柏葉二枚付青銅星章

- Purple Heart with two Oak leaf clusters
- World War I Victory Medal
- American Defense Service Medal
- European-African-Middle Eastern Campaign Medal
- World War II Victory Medal
- National Defense Service Medal
- Korean Service Medal
- Combat Infantryman Badge
- United Nations Service Medal